# Club Guaraní
O Club Guaraní é um clube de futebol paraguaio fundado em 12 de outubro de 1903, na cidade de Assunção. Manda seus jogos no Estádio Rogelio Livieres, com capacidade para oito mil pessoas. Já ganhou onze campeonatos paraguaios.
É o segundo clube mais velho do futebol paraguaio, sendo o primeiro time a vencer o Campeonato Paraguaio. Fundado com o nome "Fútbol Club Guaraní", seu primeiro presidente foi Juan Patri. O nome do clube deriva da tribo Guaraní, uma grande parte da cultura e história paraguaia.

## História
O Guaraní é um dos mais tradicionais times do futebol Paraguaio e durante sua história eles venceram 11 campeonatos paraguaios e foram vice-campeões em 16 oportunidades. O melhor momento do clube foi na década de 60, onde conquistaram três títulos, sendo considerada como a "Década de Ouro" pelos torcedores.
Em 2009 o Guaraní participou da Taça Libertadores da América, caindo no mesmo grupo do Boca Juniors, e não somou nenhum ponto e assim sendo desclassificado da taça.
Em destaque é a categoria de base da equipe aborígen que todos os anos joga campeonato pela Itália, Suíça, Espanha, Uruguai e até mesmo pelo Brasil, revelando muitos garotos para a equipe profissional e até mesmo para outros clubes que é o caso do Jorge Benítez atacante de 20 anos, Nildo Viera, também atacante de 19 anos, Beto de la Cruz volante 21 anos e o brasileiro Virgílio Pinto meia-atacante que se destacou na base do Guaraní, mas não teve oportunidade no profissional sendo assim foi buscar o seu espaço em seu país hoje está no América de Natal-RN (Brasil). 

### Libertadores 2015: Eliminação do Corinthians
Em 2015, participou novamente da Taça Libertadores da América se classificando para as oitavas de final em segundo no seu grupo. Na segunda fase eliminou o Corinthians na Arena Corinthians, diante de quase 40 mil torcedores corinthianos.  Em seguida, eliminou o Racing, da Argentina, em pleno Estádio El Cilindro, e chegou, pela primeira vez, às semifinais da competição.

## Títulos
| NACIONAIS | NACIONAIS            | NACIONAIS | NACIONAIS                                                             |
|           | Competição           | Títulos   | Temporadas                                                            |
| --------- | -------------------- | --------- | --------------------------------------------------------------------- |
|           | Campeonato Paraguaio | 11        | 1906, 1907, 1921, 1923, 1949, 1964, 1967, 1969, 1984, 2010-A e 2016-C |
|           | Copa do Paraguai     | 1         | 2018                                                                  |

### Campanhas de destaque
| INTERNACIONAIS | INTERNACIONAIS               | INTERNACIONAIS | INTERNACIONAIS |
|                | Competição                   | Posição        | Temporadas     |
| -------------- | ---------------------------- | -------------- | -------------- |
|                | Copa Libertadores da América | semi-finais    | 2015           |

## Estatísticas

### Participações
|  | Participações em 2020 |

| Competição         | Competição                   | Temporadas          | Melhor campanha         | Estreia | Última | A | R |
| Paraguai           | Campeonato Paraguaio         | 106                 | Campeão (11 vezes)      | 1913    | 2023   |   | – |
|                    | Copa Libertadores da América | 18                  | Semifinal (1966 e 2015) | 1965    | 2020   |   |   |
| Copa Sul-Americana | 7                            | 8ªs de Final (2023) | 2003                    | 2023    |        |   |   |

## Torcida
A "Raza Aurinegra" foi fundada em 18 de janeiro de 1999 e surgiu graças a um grupo de amigos que se reuniu em um local do clube e formou um pequeno grupo para apoiar o clube.

## Cores
As cores do clube, preto e amarelo, foram propostas pelos irmãos Melina (também estavam entre os fundadores do clube) em referência as cores do Peñarol do Uruguai, onde os irmãos Melina jogaram por alguns anos. 

## Clássico
Contra o Club Olimpia, o Guaraní disputa o "Clássico Añejo" (o clássico mais antigo) por serem os dois clubes mais antigos do Paraguai. Ao lado do rival, são os únicos clubes paraguaios que nunca atuaram na segunda divisão.

## Parceria
No dia 9 de dezembro de 2011 foi decretado parceria com o Botafogo de Futebol e Regatas para que os atletas de base dos dois clubes sejam observados para surgir novas promessas paraguaias e brasileiras